# Neobythites crosnieri
Neobythites crosnieri är en fiskart som beskrevs av Nielsen, 1995. Neobythites crosnieri ingår i släktet Neobythites och familjen Ophidiidae. Inga underarter finns listade i Catalogue of Life.